# Manewry „Odra–Nysa 69”

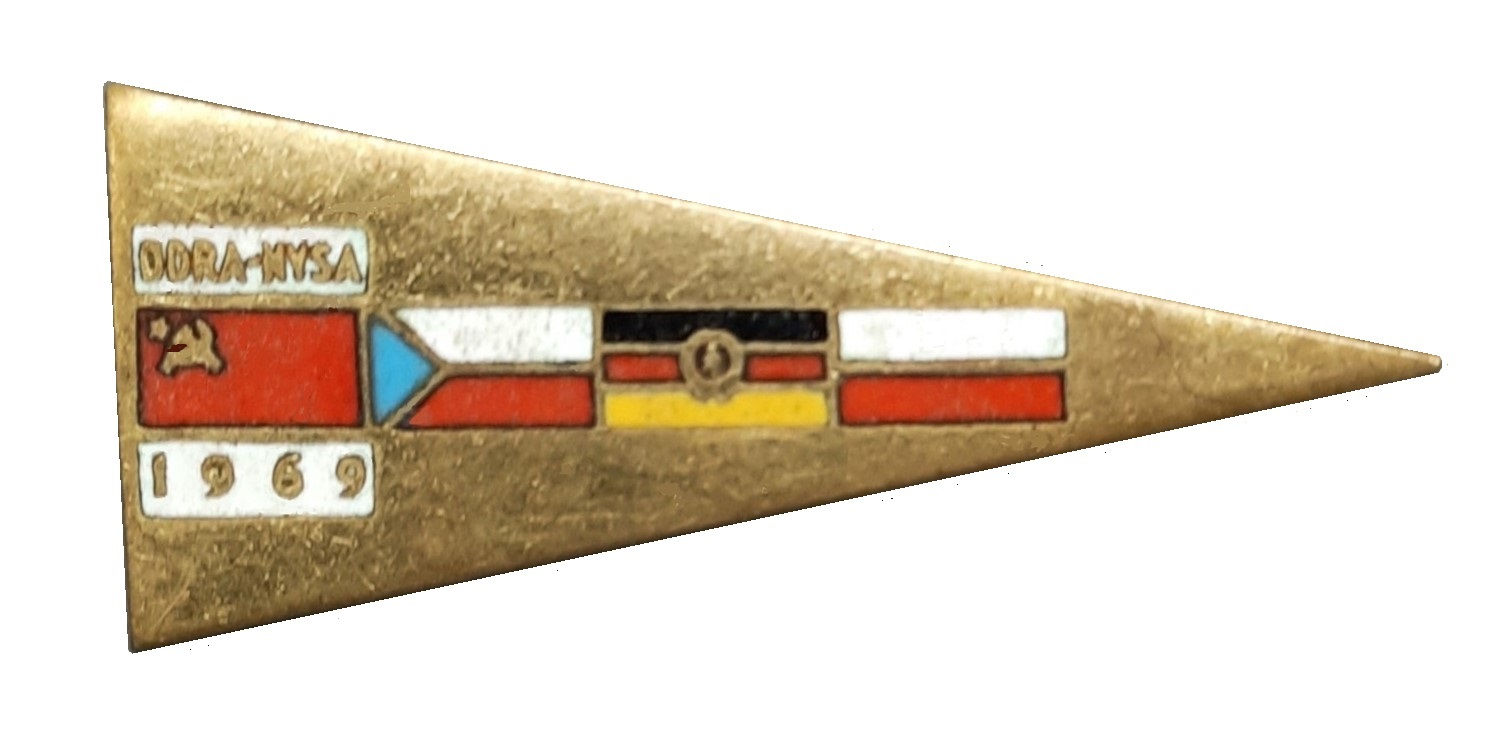
Znaczek upamiętniający manewry „Odra – Nysa – 1969”

Manewry „Odra-Nysa 69" – realizowane na terytorium Polski ćwiczenia z wojskami jednostek Wojska Polskiego, Armii Radzieckiej, Czechosłowackiej Armii Ludowej i Narodowej Armii Ludowej NRD .

## Charakterystyka
Zgodnie z harmonogramem Naczelnego Dowództwa Wojsk Układu Warszawskiego, jesienią 1968 zaplanowano największe ćwiczenia w Polsce pod kryptonimem Odra-Nysa. Ich realizację wstrzymała inwazja wojsk UW na Czechosłowację. Ostatecznie dwustronne, wieloszczeblowe ćwiczenia wydzielonych wojsk PRL, ZSRR, NRD i CSRS przeprowadzono między 21 i 27 września 1969 na poligonach Ustka, Drawsko Pomorskie, Borne Sulinowo, Biedrusko, Żagań i Świętoszów. Sztab kierownictwa ćwiczenia początkowo stacjonował w Wałczu, a potem w Żarach. Uczestniczyło w nich ponad 65 tysięcy żołnierzy, ponad 700 czołgów, niemal tysiąc transporterów opancerzonych, przeszło 300 dział artyleryjskich i 200 dział przeciwlotniczych, prawie 50 wyrzutni rakiet, ponad 550 samolotów, niemal 120 śmigłowców i prawie 130 okrętów. Ćwiczyło 5 sztabów szczebla operacyjnego i 9 sztabów związków taktycznych.

## Zamiary stron
Południowi ( Front Poznański)
Po mobilizacyjnym rozwinięciu sił w rejonie Poznań-Kamień Pomorski-Stralsund-Żagań, o świcie 24 września 1969 Południowi przeszli do działań zaczepnych w kierunku Wałcz-Grudziądz-Białystok. Wykorzystując zmasowany atak lotnictwa, w zadaniu bliższym, zniszczyli środki jądrowe, lotnictwo i zgrupowanie wojsk Północnych, wysadzili desant powietrzno-morski w rejonie Ustki i w 9. dniu operacji wyszli na rubież polskiej granicy wschodniej. W pierwszym rzucie walczyła 10 Armia (ćwicząca) i desantowa grupa operacyjna (ćwicząca). W drugim rzucie Front posiadał 12 Armię (aplikacyjnie).
Północni (Front Gdański)
Północni w pierwszej fazie wojny utracili część swojego terytorium. Po wprowadzeniu do działań pierwszorzutowych związków taktycznych, w bojach spotkaniowych powstrzymali ofensywę Południowych i przeszli do działań zaczepnych w kierunku Chojnice-Słubice-Uelzen. W zadaniu bliższym zniszczyli część środków przenoszenia broni jądrowej, lotnictwo i zgrupowanie wojsk Frontu Poznańskiego, wysadzili desant morski w rejonie Rostocku i w 8 dniu operacji opanowali rubież Stralsund-Uelzen-Magdeburg. Wówczas Południowi wykonali uderzenie jądrowe, co pociągnęło za sobą odwet ze strony Północnych. W ten sposób wojna przekształciła się w konflikt z użyciem broni masowego rażenia. Ugrupowano operacyjnie Północnych w dwa rzuty. W pierwszym rzucie 1 Armia (ćwicząca) i 2 Armia (aplikacyjnie), a w drugim 3 Armia i jednostki wsparcia (aplikacyjnie).

## Działania wojsk
Wojska podzielono na dwie grupy. Dla „Frontu Poznańskiego” tematem szkolenia była organizacja działań zaczepnych i operacji desantowej, a następnie prowadzenie działań obronnych z użyciem broni jądrowej. „Front Gdański” ćwiczył organizację i wykonywanie działań zaczepnych, w tym kombinowaną operację desantową.
Od 21 września prowadzono jedynie ćwiczenia dowódczo-sztabowe, a od 24 września zrealizowano kilkanaście epizodów poligonowych nawiązujących do sytuacji rozgrywanej w sztabie kierownictwa. 24 września na poligonie w Bornem Sulinowie ćwiczono bój spotkaniowy, w którym uczestniczyły pododdziały dwóch sowieckich dywizji pancernych. W kolejnym epizodzie, w Drawsku, zorganizowano pokaz pracy sztabu na polowym stanowisku dowodzenia. Ponadto ćwiczono ogniowe przygotowanie natarcia polskiej 20 Warszawskiej Dywizji Pancernej, atak i rozwinięcie działań w głębi obrony nieprzyjaciela. W rejonie Pieszcza desantowano wzmocniony batalion 6 Pomorskiej Dywizji Powietrznodesantowej. Na lotnisku w Słupsku ćwiczono desant i walkę o lotnisko z udziałem czechosłowackiego batalionu powietrznodesantowego, a potem realizowano lądowanie samolotów transportowych z ciężkim sprzętem polskiej 6 DPDes. Na poligonie Biedrusko dywizja zmechanizowana NAL NRD, we współdziałaniu z desantem śmigłowcowym CzAL forsowała Wartę. W rejonie Krosna Odrzańskiego sowiecka dywizja pancerna pokonała obronę nieprzyjaciela na Odrze. W rejonie Połęcka sforsowała Odrę polska 20 Dywizja Pancerna. Na poligonie w Żaganiu pułk z polskiej 11 Drezdeńskiej Dywizji Pancernej ćwiczył kontratak na skrzydło nieprzyjaciela w warunkach nocnych. Na poligonie w Ustce jednostki z trzech armii ćwiczyły strzelanie do okrętów, następnie wysadzono desanty morski i śmigłowcowy. 27 września w Świętoszowie ćwiczono działanie oddziału wydzielonego dywizji zmechanizowanej NAL.
Praktyczne działania wojsk na jednym z poligonów obserwowali przedstawiciele najwyższych władz partyjnych i państwowych PRL: Władysław Gomułka, Józef Cyrankiewicz, Edward Gierek, Stanisław Kociołek, Władysław Kruczek, Ignacy Loga-Sowiński, Ryszard Strzelecki, Mieczysław Moczar, Czesław Wycech i Zygmunt Moskwa .

## Działania propagandowe
Manewry były także okazją do prowadzenia działań propagandowych. Akcentowano „rozwijanie i umacnianie przyjaźni i braterstwa broni między armiami sojuszniczymi”. W okresie przerw taktycznych i operacyjnych ćwiczący żołnierze składali wizyty w szkołach, zakładach pracy i jednostkach wojskowych. Żołnierze polscy i niemieccy zwiedzali poznańską Fabrykę Łożysk Tocznych i Zakłady Hipolita Cegielskiego. Żołnierze z NRD odwiedzili Wyższą Szkołę Oficerską Wojsk Pancernych w Poznaniu. W koszarach 8 pułku czołgów w Żaganiu zorganizowano „wieczór przyjaźni i braterstwa broni”. Wzięły w nim udział 50-osobowe delegacje z armii wszystkich państw uczestniczących w manewrach. Spotkanie uświetnił zespół estradowy Śląskiego Okręgu Wojskowego. Żołnierze „bratnich armii” zwiedzali Duklę, Zgorzelec i Turoszów i zakłady „Zastal” w Zielonej Górze. W czasie manewrów wydano czterojęzyczną gazetkę polową, okolicznościowy kalendarz i specjalny numer „Żołnierza Polskiego”. Wyprodukowano znaczki metalowe, pocztówki, proporce i inne gadżety. Zwieńczeniem manewrów była defilada wojskowa i zorganizowany z rozmachem wiec na Stadionie Olimpijskim we Wrocławiu. 28 września ulicą Grabiszyńską we Wrocławiu przemaszerowało około 4500 żołnierzy, przejechało 85 czołgów, 21 wyrzutni rakietowych, 145 transporterów opancerzonych, 62 zestawy artylerii naziemnej i 34 zestawy artylerii przeciwlotniczej, ponad 150 samochodów i ciągników, ponad 30 zestawów sprzętu inżynieryjnego. Nad głowami przeleciało 140 samolotów i 20 śmigłowców.

## Podsumowanie ćwiczeń
Podsumowania manewrów dokonał we Wrocławiu kierownik ćwiczeń – gen. Wojciech Jaruzelski. Obecni byli między innymi ministrowie obrony: ZSRR – marsz. Andriej Grieczko, NRD – gen. Heinz Hoffmann, CSRS – gen. płk Martin Dzúr, Bułgarii – gen. Dobri Dżurow, Rumunii – gen. Ion Ioniță, Koreańskiej Republiki Ludowo-Demokratycznej – gen. Choe Hyon, Mongolii – gen. płk Batyn Dordż, a także I zastępca ministra ON Węgier gen. por. Károly Csémi, oraz Lino Carrera Rodríguez, przedstawiciel Rewolucyjnych Sił Zbrojnych Republiki Kuby. Z ramienia KC PZPR obecny byli Ryszard Strzelecki i Mieczysław Moczar.
Pierwsza część wystąpienia Wojciecha Jaruzelskiego miała charakter wybitnie polityczny. Podkreślił „ostry antykomunistyczny kurs czołówki imperializmu”, mówił o zbrojnej agresji Stanów Zjednoczonych w Wietnamie, „knowaniach przeciwko” Korei Północnej i Kubie, „zachłannej” polityce Izraela, a także o rozwijanej „doktrynie elastycznego reagowania”, przypominającej „hitlerowskie blitzkriegi”. Na tym tle przedstawił pokojową politykę krajów socjalistycznych, które w sferze militarnej musiały szukać odpowiedzi na zagrożenie ze strony NATO. W części doktrynalnej zwrócił uwagę na fakt, że w ćwiczeniach wojsk Układu Warszawskiego odchodzi się od planowania działań z użyciem broni jądrowej już w początkowym stadium wojny, a szuka się alternatywnych możliwości rozwoju wydarzeń z wykorzystaniem jedynie broni konwencjonalnej. Eksponował dużą ruchliwość wojsk ważną w walkach o charakterze spotkaniowym, w tym wykorzystywanie czynnika zaskoczenia.
W zakresie praktycznych ćwiczeń z wojskami omawiał wielowariantowe użycie czołgów jako głównego środka przełamującego obronę. Eksponował też szerokie wykorzystanie w czasie ćwiczeń ostrej amunicji. Pododdziały zmechanizowane i pancerne strzelały ze wszystkich posiadanych rodzajów broni, lotnictwo wykonywało ostre bombardowania, używano rakiet powietrze–ziemia i ziemia–powietrze, strzelano z artylerii okrętowej. Uznał, że prowadzenie działań w różnych warunkach terenowych wzbogacało ćwiczenia. Poligony obfitowały w szerokie przeszkody wodne, ćwiczono całą gamę działań desantowych, od „wariantu spadochronowego i imponującego potokowego lądowania oraz startu dużych samolotów transportowych, poprzez liczne taktyczne desanty śmigłowcowe, aż do dużego kombinowanego desantu powietrzno–morskiego” na plażach Ustki, z wykorzystaniem krążowników i niszczycieli rakietowych, okrętów desantowych, trałowców itd. Do mankamentów zaliczył jednak brak na poligonach elementów infrastruktury zurbanizowanej i brak w ćwiczeniach tematyki walk w mieście.